# بوب مارتين
بوب مارتين (بالإنجليزية: Bob Martyn)‏ هو لاعب كرة قاعدة أمريكي، ولد في 15 أغسطس 1930 في ويسير في الولايات المتحدة، وتوفي في 2 ديسمبر 2015 في باسيفيك في الولايات المتحدة.

## وصلات خارجية
- بوب مارتين على موقعبيزبول رفرنس.كوم (الدوري الرئيسي) (الإنجليزية)
- بوب مارتين على موقعبيزبول رفرنس.كوم (الدوري الثانوي) (الإنجليزية)